# Butler County (Alabama)
Butler County je okres ve státě Alabama v USA. K roku 2010 zde žilo 20 947 obyvatel. Správním městem okresu je Greenville. Celková rozloha okresu činí 2 015 km².